# Paul a Virginie (Massé)
Paul a Virginie (ve francouzském originále Paul et Virginie) je opera o třech dějstvích a šesti obrazech francouzského skladatele Victora Massého na libreto Julese Paula Barbiera a Michela Forentina Carrého na námět populárního stejnojmenného románu Jacquese-Henriho Bernardina de Saint-Pierre). Měla premiéru 15. listopadu 1876 v pařížském divadle Théâtre National lyrique (Gaîté-Lyrique). Je to Massého poslední významné a ve své době úspěšné dílo.

## Vznik díla
Massé psal Paula a Virginii v době, kdy se u něho začala projevovat nervová nemoc, která jej v roce premiéry donutila vzdát se místa profesora na pařížské konzervatoři a postupně jej trvale izolovala v jeho domově.
Paul a Virginie je hudebně díky přesné deklamaci a propracované orchestraci nejvýznamnějším Massého dílem. Přesto však tato opera svou lyričností, sentimentálním námětem a jednoduchou melodikou již ve své době neodpovídala dobovému vkusu, a tedy nedosáhla očekávaného ohlasu a její pařížský i zahraniční úspěch (Londýn 1878, New York 1883) byl krátkodobý. Některé melodie však doznaly popularity, zejména Méalina píseň Parmi les lianes, Dominguova píseň L'oiseau s'envole a Paulova "dopisová árie" Chère mère, vous m'avez dit.

## Osoby a první obsazení

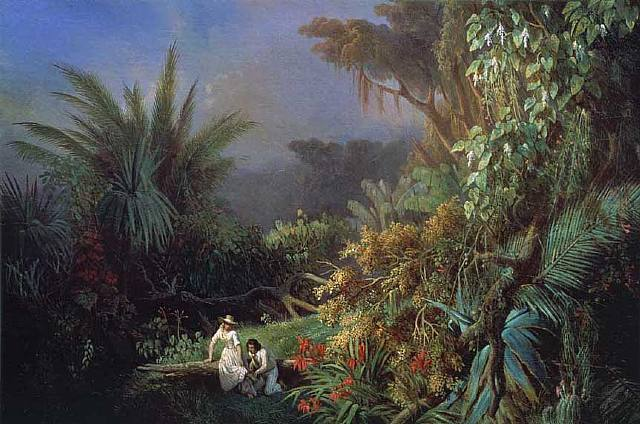
Paul a Virginie na obrazu H.P.L.P. Blancharda (1844)

| osoba                                                                                 | hlasový obor | premiéra (15.11.1876) |
| ------------------------------------------------------------------------------------- | ------------ | --------------------- |
| Paul                                                                                  | tenor        | Victor Capoul         |
| Pan de Sainte-Croix, bohatý plantážník                                                | baryton      | Melchissédec          |
| Domingue, otrok, mulat                                                                | baryton      | Bouhy                 |
| Pan de la Bourdonnais, guvernér Île de France                                         | bas          | Bonnefoy              |
| Virginie                                                                              | soprán       | C. Ritter             |
| Méala, otrokyně, mulatka                                                              | kontraalt    | Engalli               |
| Paní de Latour, Virginiina matka                                                      | mezzosoprán  | Sallard               |
| Marguerite, Paulova matka                                                             | mezzosoprán  | Téoni                 |
| Černoušek                                                                             | mluvená role | Parent                |
| Velitel; stará paní, Virginiina prateta; mladá mulatka; dva otroci-mulati (němé role) |              |                       |
| Obyvatelé ostrova, námořníci, pánové a dámy, lokajové, otroci černoši a mulati        |              |                       |

## Děj opery
Paul a Virginie byli od malička vychováváni spolu na malé plantáži na ostrově Île de France svými matkami. Virginiina matka, paní de Latour, byla svou rodinou zavržena pro nevhodný sňatek a její muž brzy zemřel; Paul je Margueritiným nemanželským dítětem.

### 1. dějství
(Margueritina chata) Marguerite a paní de Latour hovoří o svých dětech, Paulovi a Virginii, kteří byli vždy jako bratr a sestra, ale nyní se v nich nevědomky vzbouzejí hlubší city (duet J'aime à reparler de leurs premiers ans!). Marguerite hovoří o tom, že by Paula na nějakou dobu poslala do Indie, ale Domingue - její věrný otrok - protestuje (árie N'envoyez pas le jeune maître). Z přístavu je slyšet smích a křik, neboť se blíží loď z Francie (sbor Un navire entre dans le port). Paní de Latour spěchá do přístavu, protože doufá, že by mohla přijít zpráva o tom, že jí její bohatá teta odpouští. Domingue uvažuje o tom, co by taková změna pro oba mladé lidi znamenala, a když se spustí liják, běží je hledat. Paul a Virginie přicházejí, chráněni velkým listem banánovníku, a zpívají o své lásce a nevinných radostech (Nous sommes â l'abri... Par quel charme, dis-moi, m'as-tu donc enchanté?). Objevuje se vyčerpaná mulatka Méala, která uprchla před týráním svého vlastníka, plantážníka de Sainte-Croix (Ma jeune demoiselle, ayez pitié de moi!). Virginie jí lituje a dá jí najíst, ale nemůže si uprchlou otrokyni nechat; chce za ni alespoň prosit u majitele.
(Plantáž pana de Sainte-Croix) Černoušek si naříká na život otroka (J'avais bien mis mon bien de côté). Opilý Sainte-Croix přichází, bitím žene otroky do práce a na uprchlou otrokyni chce poslat psy. Paul a Virginie přivádějí Méalu; plantážník jí nejprve hrozí, ale prosby Virginie (ansámbl Qui donc sur elle a des droits?) jej alespoň naoko obměkčí. Poručí otrokům tančit domorodý tanec (La bamboula!) a Méale zazpívat píseň (Parmi les lianes), ve které Méala Paula a Virginii skrytě varuje, aby se vzdálili. Sainte-Croix pak nechává Méalu opět zbičovat a otroci to musí doprovázet písní a tancem.

### 2. dějství

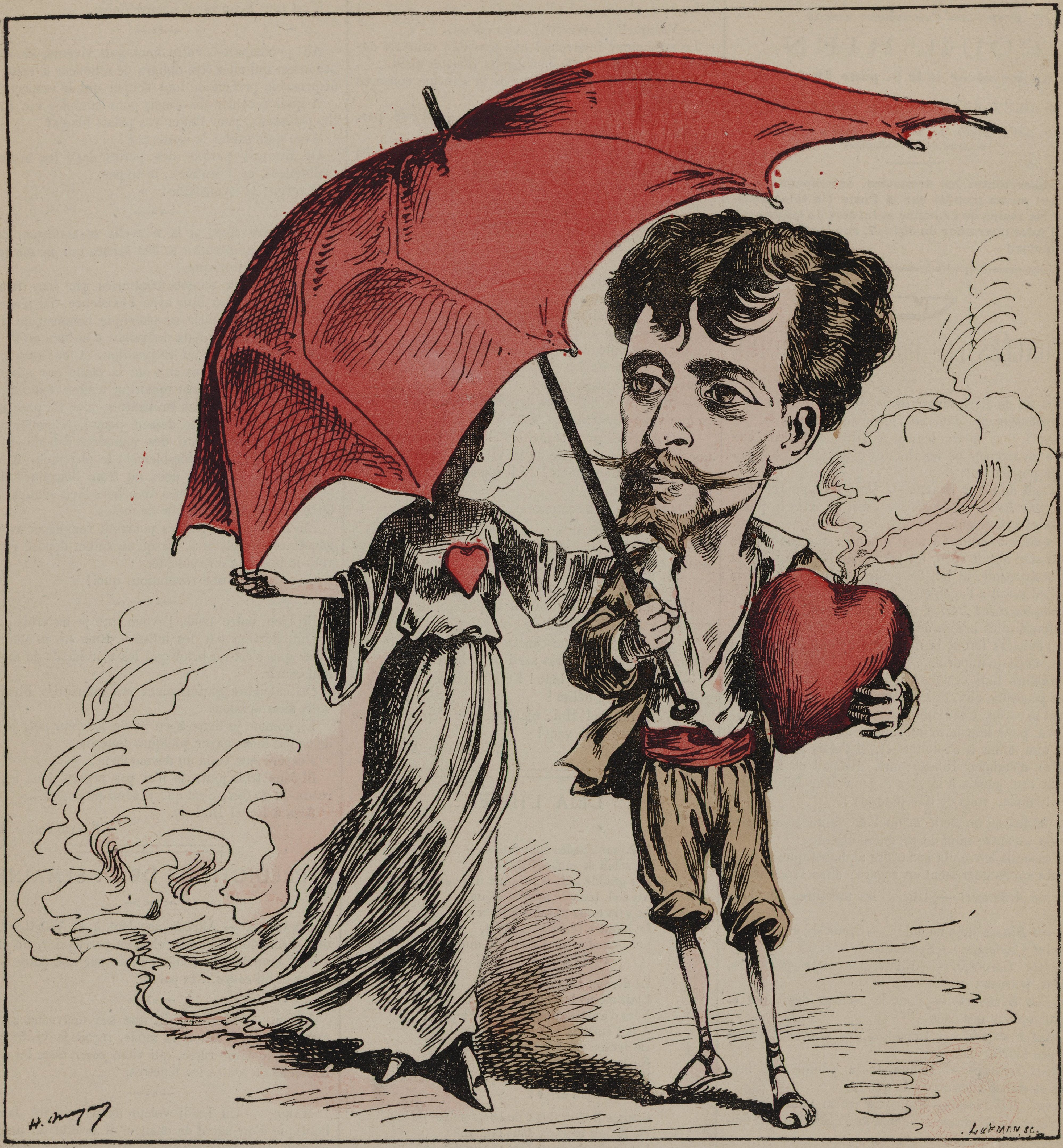
Victor Capoul jako Paul. Karikatura Henriho Meyera.

(Dům paní de Latour) Virginie je slavnostně oděna a okrášlena šperky; prateta její matce odpustila a Virginie může být její dědičkou, ale musí odjet do Francie. Domingue plete rohož a prorokuje, že tato zlato přinese jen neštěstí. Virginie se zmocňuje žal a uvědomuje si, že miluje Paula (árie Nous marchions cette nuiit égarés dans les bois!). Ptá se na radu Domingua, který jí písní (L'oiseau s'envole) radí zůstat.
Paul Virginii v té nádheře stěží poznává. Virginie v rozpacích prchá. Marguerite přiznává Paulovi jeho nemanželský původ, který brání jeho spojení s Virginií, a žádá ho o odpuštění. Paul jí ale nemá co odpouštět (Ah! ne brisez pas mon courage!). Přibíhá opět Méala na útěku a hned za ní Sainte-Crois (ansámbl Ah! son regard moqueur). Virginie od něj Méalu za nově získané peníze vykoupí. V následujícím výstupu Virginie Paulovi sděluje, že musí odjet, a Paul jí vyčítá, že ji zaslepilo bohatství; rozcházejí se v neshodě. Méala, která sledovala Sainte-Croixe, se vrací a varuje Paula, že Sainte-Croix se chystá Virginii unést.
(U studánky pod palmami) Loď do Franci odplouvá. Virginie si je nyní jista Paulovou láskou a přesvědčila matku, že může zůstat na ostrově. Zpívá radostnou árii (Quelle sérénité dans les cieux, dans mon âme!). Méala jí zpívá ukolébavku (Dans le bois). Vzbudí ji však její matka, paní de Latour nový guvernér ostrova pan de Labourdonnais, který má královský příkaz odvézt Virginii do Francie. Zatímco Virginie je rychle odváděna na loď, na obzoru hoří Sainte-Croixův dům, který zapálili vzbouření otroci.

### 3. dějství
(Sluj u mořského pobřeží) Méala zpívá o Paulovi, který šílí žalem (Le jeune maître soupire!... En vain sur cette lointane rive). Madame de Latour, Marguerite a Domingue s ní diskutují o Paulovi a o Virginii: již osm měsíců nedostali žádné zprávy a navíc Sainte-Croix ji prý odjel pronásledovat do Evropy. Přichází Paul a čte dopis, který Virginie dříve poslala své matce a ve kterém popisuje, jak je nešťastná a jak jí chybí její přítel (Chère mère, vous m'avez dit).
Paul má vidění: Virginie je na honosném bále a tancuje menuet, pak hraje na harfu a zpívá píseň pro Paula (Que ma chanson vers toi s'envole). Paul se k ní připojuje (Par le ciel qui m'entend, par l'air que je respire). Objevuje se Sainte-Croix, ale Virginie jej veřejně odmítá. Virginie se vrací zpět - a vidění končí. Přibíhá Domingue: Virginiina loď skutečně připlouvá, ale nemůže přistát, protože vypukl uragán. Orchestr popisuje bouři.
(Pláž) Virginiino tělo leží na písku. Paul klečí u něj, okolo něho ostatní. Jejich láska dosáhne naplnění až na onom světě (sbor Séparés sur la terre).